# Käte Pariser
Käte Pariser (* 17. März 1893 in Berlin; † 2. August 1953 in Sydney) war eine Zoologin und Chemikerin, spezialisiert auf Genetik und Entwicklungsphysiologie.
Käte Pariser entstammte einer jüdischen Unternehmerfamilie. Nach dem externen Abitur 1911 in Berlin studierte sie Zoologie und Chemie in Berlin und in Frankfurt am Main; sie schloss ihre Studien 1919 mit der Promotion ab. Ab 1924 war Käte Pariser Mitarbeiterin des Kaiser-Wilhelm-Instituts für Biologie in Berlin und forschte in der Abteilung von Richard Goldschmidt vor allem an Schmetterlingen. 1933 emigrierte sie zunächst in die Schweiz und von dort nach Spanien. In Madrid forschte sie, gefördert durch die spanische Sektion der International Federation of University Women, vor allem zur Geschlechterdetermination und zu Fehlbildungen bei Molchen.
1936, als der Spanische Bürgerkrieg begann, verließ Käte Pariser Madrid und ging nach Tel Aviv. 1939 begab sie sich nach Australien, wurde dort eingebürgert und lebte seither in Sydney. Anders als biographisch offiziell vermerkt, sei sie „unbestätigten Angaben zufolge“ 1953 allerdings nicht in Sydney, sondern in der Bundesrepublik Deutschland gestorben.